# DREAM.1
DREAM.1 ライト級グランプリ2008 開幕戦（ドリーム・ワン ライトきゅうグランプリにせんはち かいまくせん）は、日本の総合格闘技イベント「DREAM」の大会の一つ。2008年3月15日、埼玉県さいたま市のさいたまスーパーアリーナで開催された。
DREAMの旗揚げ戦となる本大会では、ライト級（70kg以下）グランプリのトーナメント1回戦が行われた。

## 大会概要

### ライト級グランプリ
ライト級グランプリの1回戦7試合が行われ、ヨアキム・ハンセン、ルイス・ブスカペ、永田克彦、石田光洋、エディ・アルバレス、川尻達也の6名が2回戦進出となった。メインイベントとなった青木真也対J.Z.カルバンの試合は、カルバンの偶発的な反則により青木が続行不能となったためノーコンテストとなり、トーナメント勝ちあがりは主催者預かりとなった。大会後の4月4日に「没収試合」となること、およびDREAM.2での再戦が発表された。また、ライト級グランプリの残り1試合は行わず、主催者推薦として宇野薫が2回戦から出場することとなった。

### ワンマッチ
ヘビー級ワンマッチとしてミルコ・クロコップがPRIDE 無差別級グランプリ 2006 決勝戦以来553日振りに日本のリングに復帰し、水野竜也にTKO勝ちを収める。

## 試合結果
第1試合 無差別級ワンマッチ 1R10分・2R5分
○  ミノワマン vs.  イ・グァンボム ×
1R 1:25 膝十字固め
第2試合 ウェルター級ワンマッチ 1R10分・2R5分
○  桜井"マッハ"速人 vs.  門馬秀貴 ×
1R 4:12 TKO（レフェリーストップ：左フック→パウンド）
第3試合 ライト級グランプリ 1回戦 1R10分・2R5分
○  ヨアキム・ハンセン vs.  朴光哲 ×
2R終了 判定3-0
※ハンセンがライト級グランプリ2回戦進出。
第4試合 ライト級グランプリ 1回戦 1R10分・2R5分
○  ルイス・ブスカペ vs.  宮田和幸 ×
1R 7:37 チョークスリーパー
※ブスカペがライト級グランプリ2回戦進出。
第5試合 ライト級グランプリ 1回戦 1R10分・2R5分
○  永田克彦 vs.  アルトゥール・ウマハノフ ×
2R終了 判定3-0
※永田がライト級グランプリ2回戦進出。
第6試合 ライト級グランプリ 1回戦 1R10分・2R5分
○  石田光洋 vs.  チョン・ブギョン ×
2R終了 判定3-0
※石田がライト級グランプリ2回戦進出。
第7試合 ヘビー級ワンマッチ 1R10分・2R5分
○  ミルコ・クロコップ vs.  水野竜也 ×
1R 0:56 TKO（レフェリーストップ：パウンド）
第8試合 ライト級グランプリ 1回戦 1R10分・2R5分
○  エディ・アルバレス vs.  アンドレ・ジダ ×
1R 6:47 TKO（レフェリーストップ：マウントパンチ）
※アルバレスがライト級グランプリ2回戦進出。
第9試合 ライト級グランプリ 1回戦 1R10分・2R5分
○  川尻達也 vs.  ブラックマンバ ×
2R終了 判定3-0
※川尻がライト級グランプリ2回戦進出。
第10試合 ライト級グランプリ 1回戦 1R10分・2R5分
－  J.Z.カルバン vs.  青木真也 －
1R 3:46 ノーコンテスト（偶発的な反則）
※カルバンが放った肘打ちが青木の後頭部に当たり、青木が続行不能となったため。